# 24065 Barbfriedman
24065 Barbfriedman là một tiểu hành tinh vành đai chính với chu kỳ quỹ đạo là 1698.2051670 ngày (4.65 năm).
Nó được phát hiện ngày 4 tháng 10 năm 1999.